# Spasenija Babović
Spasenija Babović-Cana, srbska komunistka, političarka in narodni heroj, * 25. marec 1908, Lazarevac, Srbija, † 17. december 1977, Beograd.

## Življenjepis
Leta 1928 je postala članica KPJ. Poleg drugih visokih političnih funkcij v Srbiji in Jugoslaviji, je bila po 2. svetovni vojni (na 1. kongresu) izvoljena za predsednico AFŽ (Antifašistične fronte žensk) Jugoslavije (1945-48). Zaradi bolezni (rak na ledvicah) je naredila samomor s pištolo.